# KDE Plasma 6
KDE Plasma 6是第六代KDE Plasma桌面环境，首次发布于2024年2月28日，是KDE Plasma 5的继承者。

## 概述
KDE Plasma 6 在设计上与 KDE Plasma 5 并无太大区别，而是进行了一系列改进。它基于Qt 6，KDE Frameworks 6和KDE Gear 24.02。另外，对于Wayland的支持处于主流地位，其次是X11。加入了一个新的声音主题Ocean作为默认，以替换Oxygen。Plasma 6部分支持HDR和色盲修正滤镜。Discover应用和设置也得到了改进，3D方块桌面效果回归。

## 新特性
与上一代Plasma 5相比，KDE Plasma 增加了以下新特性：
- 面板默认悬浮，可以被设置为自动隐藏模式，且可调整大小，可被转换为Dock。
- Plasma搜索允许自定义结果顺序，支持时区转换，且文本匹配当前系统语言与英语。
- 日历支持天文历和乌姆古拉历。
- 支持同时使用密码和指纹验证。
- 支持声音主题

## 历史
Plasma 6的第一个技术预览版发布于2024年2月28日

### 正式版
新版本计划每4个月发布一次（每年3次），虽然将来一年可能只发布2次。
除LTS（长期支持）版外，一个版本在新版本发布后停止接受漏洞修复。
| Plasma 6 releases      | Plasma 6 releases | Plasma 6 releases            |
| Version                | Date              | Key features                 |
| ---------------------- | ----------------- | ---------------------------- |
| 6.0                    | 2024/2/28         | KDE Plasma 6的首个正式版     |
| 6.0.1                  | 2024/3/5          | 修复漏洞                     |
| 6.0.2                  | 2024/3/12         | 修复漏洞                     |
| 6.0.3                  | 2024/3/26         | 修复漏洞                     |
| 6.0.4                  | 2024/4/16         | 修复漏洞                     |
| 6.1                    | 2024/6/18         | KDE Plasma 6.1的第一个正式版 |
| 6.1.1                  | 2024/6/25         | 修复漏洞                     |
| 6.1.2                  | 2024/7/2          | 修复漏洞                     |
| 6.1.3                  | 2024/7/16         | 修复漏洞                     |
| 6.1.4                  | 2024/8/12         | 修复漏洞                     |
| 舊版本当前版本未来版本 |                   |                              |